# Stadio Flaminio
Das Stadio Flaminio ist ein Rugby- und Fußballstadion in der italienischen Hauptstadt Rom.
Es befindet sich an der Via Flaminia, rund drei Kilometer nördlich des Stadtzentrums und wird hauptsächlich für Fußball- und Rugby-Union-Spiele verwendet. Das Stadion bietet Platz für 24.973 Zuschauer, 8.000 Plätze sind überdacht. Seit 2011 ist das Stadion ungenutzt. Pläne zum Umbau wurden von der Stadt bisher abgewiesen.

## Geschichte
Ein erstes Stadio Flaminio wurde 1911 errichtet, anlässlich des 50. Jahrestages des Risorgimento. 1927 ließ die Partito Nazionale Fascista an der gleichen Stelle einen Neubau errichten. Dieses Stadion erhielt den Namen Stadio del Partito Nazionale Fascista (kurz: Stadio Nazionale del PNF; deutsch Nationalstadion der  Nationalen Faschistischen Partei) und beherbergte unter anderem das Finale der Weltmeisterschaft 1934. Auch die beiden römischen Vereine Lazio und AS trugen bis zur Eröffnung des Olympiastadions im Jahr 1952 ihre Heimspiele in der Arena aus.
Das Stadio Nazionale PNF wurde 1957 abgerissen und durch das heute bestehende Bauwerk ersetzt. Die Architekten waren Pier Luigi Nervi und dessen Sohn Antonio, die offizielle Eröffnung erfolgte am 12. März 1959. Als das Olympiastadion Rom 1989/90 im Hinblick auf die Fußball-Weltmeisterschaft 1990 umgebaut wurde, trugen die AS Rom und Lazio Rom ihre Heimspiele vorübergehend hier aus.
Das Stadio Flaminio ist das Heimstadion des Rugbyvereins Unione Rugby Capitolina und das frühere Heimstadion des Fußballvereins AS Cisco Roma (ab 2010: Atletico Roma), der 2011 aufgelöst wurde. Außerdem trug die italienische Rugby-Union-Nationalmannschaft von 2000 bis 2011 sämtliche Heimspiele im Stadio Flaminio aus.
Im Inneren des Stadiongebäudes befinden sich ein Hallenbad sowie Einrichtungen für Fechten, Ringen, Gewichtheben, Boxen und Turnen.